# Либин, Александр Викторович
Александр Викторович Либин (Alexander V. Libin ) — российский учёный, психолог с опытом международной работы в Швейцарии, Японии, Кореи и США в сфере создания инновационных прорывных технологий в  робопсихологии, киберантропологии, психосоциальной медицины и социогуманитарных рисков глобальной цифровизации.  Автор первого учебника на русском языке по дифференциальной психологии и создатель первого отечественного проективного графического теста Конструктивный Рисунок Человека (КРЧ)  (также получившего распространение с 80-х г.г. XX века как ТиГр-Тест ИдеоГРафический, рисуночный тест «Конструктивный рисунок человека из геометрических форм»). 

## Биографические сведения
Профессор Джорджтаунского университета (Вашингтон, США) , директор научно-исследовательского Центра интегративной и цифровой гуманитаристики РГГУ . Член (full member) Американской Психологической Ассоциации (American Psychological Association, APA), член Академии междисциплинарной нейротравматологии , научный директор методологического департамента Консорциума трансляционных наук (GHUCCTS, Georgetown-Howard University, USA ). Автор концепции Ментальная модель мира , редактор-основатель журналов Coping with life stress  и Coping with Pandemic & Infodemic Stress (Frontiers, Switzerland) , Посттравматический стресс: биопсихосоциальная трансляционная наука в повседневной жизни  (Post-Traumatic Stress Disorder (PTSD): Biopsychosocial Translational Research and Everyday Practice, Peoples Republic of China — USA). Учебник Дифференциальная психология  (первое издание 1999 г., 6-е изд. 2021, ЮРАЙТ), одобрен УМО (Управлением Министерства Образования РФ) для студнтов ВУЗов. Ведет исследования в области ментальности и сознания , психологии безопасности в контексте риска глобальной цифровизации . Защитил диссертацию по теме стиль человека в отечественной школе дифференциальной психофизиологии  Б. М. Теплова -  В. Д. Небылицина, продолжателей учения лауреата Нобелевской премии,  И. П. Павлова о  высшей нервной деятельности человека. Занимается разработкой инновационных аналитических программ L&D (Learning & Development) ; метрик для оценки успешности обучения и деятельности профессионалов, внедрения алгоритмов прогностики для систем подбора, управления и расстановки кадров .

## Научная теория: Дифференциальная психология
Авторский подход в 1999 г. оформился в виде первой на русском языке научно монографии и учебном пособии по психологии индивидуальных, групповых и типологических различий. Предложенная теория охватывает широкий круг индивидуальных особенностей человека на всех уровнях. С точки зрения авторской единой концепции анализируемые половые, возрастные, интеллектуальные, этнические, социоэкономические и профессиональные различия рассмотрены в контексте организации психических и психосоциальных процессов. На основе дифференциально-психологической парадигмы систематизированы новейшие отечественные и зарубежные исследования, предложена единая теория индивидуальности человека.

## Научная международная деятельность
Работал приглашённым профессором в лаборатории виртуальных систем Университета Гифу (Япония), инициировал международный проект по взаимодействию человека и робота , в результате которого сформировано инновационное направление РобоПсихологии и РобоТерапии (Oxford, 2004 ). С 1995 по 1998 гг. работал приглашённым исследователем Красновского института передовых исследований (Университет Джорджа Мэйсона, Вирджиния, США) по изучению принципов ментальной репрезентации совместно с профессором Л. М. Веккером.

## Консультативная деятельность
Ведёт консультативную и аналитическую деятельность по созданию компьютеризованных платформ диагностики и прогнозирования сложного поведения личности и общества . Разработчик семи компьютеризованных программ поддержки принятия решений (Зеркало, 1991, Профессионал, 1995, ANAM (Automated Neuropsychological Metrics), 2005 , COMPASS (Computerized Assessment of Psychosocial Skills & Competencies), 2008 , Anatomy-of-Care, 2012 , EMA/LMS (Embedded algorithms for Learning management system), 2013 , SYNERGY (Specialized Tutor-Student Matching Service), 2013 .

## Издательская деятельность
Редактор-учредитель (1990-1992 гг.) первого Российского научно-популярного журнала РИСК (Реальность, Истина, Стереотипы, Критерии)  Основатель и главный редактор онлайн журнала Управление Жизненным Стрессом (Coping with Life Stress) ведущей международной научной издательской корпорации Фронтиерс (Frontiers) (Лозанна, Швейцария). Frontiers объединяет журналы мирового уровня с самыми высокими полказателями импакт-фактора в Скопус-Web of Science под эгидой Elsevier Pub  Основатель-редактор международного онлайн журнала Исследования Пост-Травматического Синдрома (Post-traumatic Stress Research) издательства Спрингер и Китайской Военной Академии, Пекин, КНР. Журнал индексирован в Скопус, Web of Science, MEDLINE .

## Научная деятельность
А.В. Либин автор  175 статей и 11 книг в отечественных и зарубежных изданиях, в том числе на английском, японском и испанском языках, 215 докладов на российских и международных конференциях.
Наукометрические показатели:

Hirsh h-index = 22 (Индекс Хирша); i10-index = 32
Google Scholar 
SCOPUS: 
SPIN РИНЦ: 2371-4598 
ORCID: 0000-0001-7847-3463 
Web of Science ResearcherID: G-3208-2015 

Основные работы (книги):
- Дифференциальная психология. 6е издание, перераб. и доп. Юрайт: Москва, 2020
- Психографический тест Либиных. Учебное пособие для ВУЗов. 2е изд, перераб. и доп. Юрайт: Москва, 2020 [3]
- Думаем, говорим, делаем. Москва Институт практической психологии, 1994
- Конструктивный рисунок человека из геометрических форм. Москва, Институт психологии РАН, 1994
- Стиль человека. Психологические перспективы. Смысл, Москва, 1993
- Психология вашего сознания. Москва, Мысль, 1991

Главы в научных монографиях:
- Telemedicine in Delivering Care. In: Ainspan, N., Bryan, C., Penk, W.E. (Eds). Handbook of Psychosocial Interventions for Veterans: A Guide for the Non-Military Mental Health Clinician. Oxford: Oxford University Press, Chapter 27. 2016.
- Persons and their artificial partners: Robotherapy as an alternative nonpharmacological treatment. In: Marinelli, D. (Ed). Essays on the future of interactive entertainment. Pittsburgh: Carnegie Mellon University Press, 143-154.
- Diagnostic tool for robotic psychology and robotherapy studies. In: Marinelli, D. (Ed). Essays on the future of interactive entertainment. Pittsburgh: Carnegie Mellon University Press, 131-142.
- Cyber-anthropology: A New Study on Human and Technological Co-evolution. In: Bushko, R. (ed.). Future of Intelligent and Extelligent Health Environment, Series: Studies in Health Technology and Informatics, Volume 118, Amsterdam: IOS Press, 146 – 155.Cyber-Anthropology. A Merge of Human and Technological Worlds. pp. 460-467. In: Hybridreality: Art, Technology, Human Factors. Montreal: IOS Press, 2003.
- Robotic Psychology. In: Encyclopedia of Applied Psychology, Academic Press, Oxford 2004.
- Robotherapy. In: Encyclopedia of Applied Psychology, Academic Press, Oxford 2004.

## Influences
С 1995 по 1998 годы работал со своим ментором профессором Львом Марковичем Веккером  и профессором Гарольдом Моровицем (Harold Morovitz) в Институте передовых исследований им. Александра Краснова в Вирджинии, США  над исследованиями обобщающего этапа единой теории психических процессов, оформленного книгой Психика и Реальность .

## Дополнительные факты
Основоположник нового научного направления, разрабатываемого на пересечении кибернетики и антропологии – киберантропологии , с 1986 разрабатывает проективную психодиагностическую систему на основе психографического теста конструктивный рисунок человека из геометрических форм  совместно с Е. В. Либиной и В. В. Либиным.